# Camerino
Camerino es una ciudad de Italia, en las Marcas, provincia de Macerata, con unos 10 000 habitantes. Está próxima a los Apeninos y cerca del río Chienti (antiguo Flusor). El patrón local es San Venancio.

## Iglesias y monumentos
Catedral (1832), Basílica de San Venanzio, Iglesia de San Filippo (barroca), Convento de Renacavata (1531), Convento de San Domenico (siglo XIII, sobre una iglesia de los dominicos), Puerta Caterina Cibo (monumento barroco), Oratorio de San Giovanni Decollato (renacimiento), Palacio dTiepolo), Palazzo comunale Bongiovanni (renacimiento),el barrio judìo "Giudecca" y el Palacio Ducal (siglo XIV, hoy sede de la Universidad y la Biblioteca Valentiniana)

## Museos y teatros
Museo Cívico Arqueológico, Museo de Ciencias Naturales de la Universidad, Museo Diocesano (Palacio Arzobispal), Museo Histórico Cappuccino, Pinacoteca Cívica y Teatro Filippo Marchetti.
- Arboretum Apenninicum

## Evolución demográfica
| Gráfica de evolución demográfica de Camerino entre 1861 y 2001 |
|                                                                |
| Fuente ISTAT - elaboración gráfica de Wikipedia                |

## Historia
En la región vivían los Camertes, uno de los pueblos principales de la Umbría. Los romanos llegaron a la región el 308 a. C. para explorar los bosques de Ciminia y alrededores, y establecieron relaciones amistosas con este pueblo. No se sabe nada más pero en 205 a. C. los camertes aparecen como aliados de Roma, a diferencia de otros estados de la Umbría y de Etruria. Polibio menciona un combate con los galos en 296 a. C. en la región de los Camertes, pero podría ser en Clusium, que anteriormente era llamado Camertes. Los camerinos que menciona Valerio Máximo como conquistados y reducidos a la esclavitud por (probablemente) Apio Claudio (cónsul en 268 a. C.) serían este pueblo, pero en realidad Apio Claudio sometió el Picenum y no hay constancia de que los camertes fueran nunca un pueblo esclavizado. Cicerón habla de un tratado por el cual los Camertes estaban federados con Roma en igualdad de derechos, y con salvaguarda de sus privilegios. La ciudad (Oppidum) de lo Camertes no se menciona, pero debía ser la futura Camerino; fue nombrada antiguamente Camerinum, y estaba cerca del Picenum. Es mencionada frecuentemente durante las Guerras Civiles. Fue ocupada por un general pompeyano con seis cohortes, que después salieron ante el avance de Julio César. Durante la llamada guerra de Perusia (Perugia), fue ocupada por Planco con dos legiones. Durante el gobierno de Augusto, el territorio fue repartido entre colonos militares, pero la ciudad continuó siendo municipio, y mantuvo esta situación durante el imperio. El emperador Septimio Severo recibió una delegación municipal que le agradeció la confirmación de sus antiguos derechos. No obstante, algunos autores piensan que Camerinum y Oppidum Camertes fueron diferentes ciudades, pero esto tiene poca base. 
En el siglo V fue sede de un obispado. Siguió la suerte de Italia tras la caída del Imperio. En 533 la perdieron los godos, y pasó a los bizantinos. Desde 592 perteneció al ducado de Spoleto. Carlomagno la convirtió en marca. En el siglo X la marca era gobernada por los condes Meinardi, que tenían muchos feudos en las Marcas y en Umbría. El marquesado se supone que pasó al marqués Bonifacio (hacia 1050) que lo dejó a su hija Matilde, la cual lo legó a la iglesia en 1077. 
Se constituyó en comuna en 1115, inicialmente gibelina, pero más tarde una de las principales de los güelfos (1198). Debido a su alianza con el Papa, las tropas imperiales de Manfredo de Sicilia, dirigidas por Percival Doria, ocuparon la ciudad y mataron a buena parte de la población, destruyendo la ciudad por completo (1259). La reliquia del santo local, San Venancio, se la llevaron los imperiales. En 1266 fue reconstruida por Gentile di Varano, que además pudo recuperar la reliquia del santo, y el poder local pasó a la familia Varano durante más de dos siglos, únicamente con un par de breves dominios directos del Papa, que duraron tres y diez años.
El 20 de julio de 1502 fue ocupada por César Borgia, que la mantuvo hasta el 2 de septiembre de 1502, fecha en la que la cedió a Juan Borgia. En 1503 el Papa la devolvió a Juan María Varano. En 1515 la señoría y vicariado de Camerino fue elevada a ducado. En 1521 Juan María fue depuesto por su hermano Segismundo, pero no recibió nunca la investidura pontificia, y en 1522 Juan María fue repuesto con derecho hereditario. En 1527 pasó a Catalina, de la familia Cibo, como tutora de la duquesa Julia, hija de Juan María. En 1534 quedó integrada en el Ducado de Urbino por el matrimonio de Julia con el duque de Urbino, pero la duquesa fue depuesta por el Papa en 1535 y fue dada a Ercole Varano, hasta 1539 en que retornó al Papa, que en 1540 la cedió a Octavio Farnesio, duque de Parma, el cual la poseyó hasta 1545, retornando una vez más al Papa, que la conservó cinco años, y en 1550 la infeudó a la familia Del Monte, representada por Baldovino del Monte, que fue duque cinco años. Desde 1555 quedó definitivamente integrada en los estados de la Iglesia hasta que en 1860 pasó a Italia.
En 1336 se fundó la universidad. En 1787 el obispado fue elevado a arzobispado.
- Datos: Q73489
- Multimedia: Camerino / Q73489

1. ↑  Worldpostalcodes.org, código postal n.º 62032.
2. ↑  «Codici Catastali». Comuni-italiani.it (en italiano). Consultado el 29 de abril de 2017.